# Выжить любой ценой
Выжить любой ценой (англ. Ultimate Survival; Man vs. Wild, Born Survivor) — приключенческая телевизионная передача на телеканале Discovery, в которой ведущий Беар Гриллс (англ. Bear Grylls) высаживается во всевозможных диких местах и показывает зрителям, как выжить и найти помощь. 13 марта 2012 года канал Discovery прекратил деловые отношения с Беаром Гриллсом в связи с разногласиями по контракту.

## Описание
Беар Гриллс — специалист по выживанию, бывший солдат британского спецназа SAS, показывает, как надо себя вести в ситуациях, когда вы оказались в диких местах при авиа- или морском крушении или как потерявшийся турист. При себе он обычно имеет нож, флягу с водой и кремень (иногда веревку, лыжи или парашют). В передаче показываются навыки ориентирования на местности, добывания пищи, постройка простого жилья и поиск воды. В последних сезонах присутствуют эпизоды, где Беар Гриллс проводит время с местными племенами тех мест, где проходят съёмки, и учится у них навыкам выживания.

## Списки эпизодов

### Первый сезон — часть первая
- Скалистые горы — США, Монтана — пилотный выпуск / The Rockies — Rocky Mountains, Montana, United States — (pilot episode) — (10 марта 2006 года)
- Пустыня Моаб (Мохаве) — США, Юта / Moab Desert — Moab, Utah, United States — (10 ноября 2006 года)
- Коста-Рика: дождевой лес — Коста-Рика / Costa Rican Rain Forest — Osa Peninsula, Costa Rica — (17 ноября 2006 года)
- Горная цепь Аляски — США, Аляска / Alaskan Mountain Range — Chugach Mountains, Alaska, United States — (24 ноября 2006 года)
- Вулкан Килауэа — США, Гавайи / Kilauea — Mount Kilauea, Hawaii, United States — (1 декабря 2006 года)
- Сьерра-Невада — США, Калифорния, Сьерра-Невада / Sierra Nevada — Sierra Nevada, California, United States — (8 декабря 2006 года)
- Африканская саванна — Африка, Северная Кения / African Savanna — Northern Kenya, Africa — (15 декабря 2006 года)
- Европейские Альпы — Франция / European Alps — French Alps, France — (22 декабря 2006 года)
- Необитаемый остров — США, Тихий океан, Гавайи / Deserted Island — Hawaii, Pacific Ocean, United States — (29 декабря 2006 года)

### Первый сезон — часть вторая
- Эверглейдс — США, Флорида / Everglades — Everglades, Florida, United States — (15 июня 2007 года)
- Исландия / Iceland — Iceland — (22 июня 2007 года)
- Мексика, Медный каньон / Mexico — Copper Canyon, Mexico — (29 июня 2007 года)
- Кимберли (Австралия) — Западная Австралия, Кимберли / Kimberly, Australia — Kimberly Region, Western Australia — (6 июля 2007 года)
- Эквадор — Южная Америка, Эквадор, тропический лес / Ecuador — Amazon Rainforest, Ecuador, South America — (13 июля 2007 года)
- Шотландия / Scotland — Cairngorm National Park, Scotland — (25 июля 2007 года)

### Второй сезон — часть первая
- Пустыня Сахара, Марокко (Часть 1 из 2) / Sahara — Sahara Desert, Morocco (Part 1 of 2) — (9 ноября 2007)
- Пустыня Сахара, Марокко (Часть 2 из 2) / Desert Survivor — Sahara Desert, Morocco (Part 2 of 2) — (16 ноября 2007)
- Панама, Центральная Америка (часть 1 из 2) / Panama — Panama, Central America (Part 1 of 2) — (23 ноября 2007)
- Панама, Центральная Америка (часть 2 из 2) / Jungle — Panama, Central America (Part 2 of 2) — (30 ноября 2007)
- Патагония — Аргентина, Южная Америка (часть 1 из 2) / Patagonia — Argentina, South America (Part 1 of 2) — (7 декабря 2007 года)
- Приключение в Андах — Анды, Аргентина, Южная Америка (часть 2 из 2) / Andes Adventure — Andes Mountains, Argentina, South America (Part 2 of 2) — (14 декабря 2007 года)
- Еда Беара — Специальный выпуск / Bear Eats — Special — (25 декабря 2007 года)

### Второй сезон — часть вторая
- Замбия, Африка / Zambia — Zambia, Africa — (2 мая 2008)
- Намибия, Африка / Namibia — Namibia, Africa — (9 мая 2008 года)
- Кольцо огня, часть 1 — Суматра, Индонезия (часть 1 из 2) Ring of Fire, Part 1 (Jungle Swamp) — Sumatra, Indonesia (Part 1 of 2) — (16 мая 2008)
- Кольцо огня, часть 2 — Острова Баньяк, Индонезия (часть 2 из 2) / Ring of Fire, Part 2 (Castaway) — Banyak Islands, Indonesia (Part 2 of 2) — (23 мая 2008)
- Сибирь, часть 1 (Тайга) — Россия (часть 1 из 2) / Siberia, Part 1 (Taiga Forests) — Siberia, Russia (Part 1 of 2) — (30 мая 2008)
- Сибирь, часть 2 (Саяны) — Россия (часть 2 из 2) / Siberia, Part 2 (Sayan Mountains) — Siberia, Russia (Part 2 of 2) — (6 июня 2008)

### Третий сезон — часть первая
- Пустыня Баха — Калифорнийский полуостров, Мексика / Baja Desert — Baja Peninsula, Mexico — (6 августа 2008)
- Глубокий Юг — Луизиана, США / The Deep South — Louisiana, United States — (27 августа 2008)
- Ирландия — Ирландия / Ireland — Ireland — (3 сентября, 2008)
- Южная Дакота — Южная Дакота, США / South Dakota — South Dakota, United States — (10 сентября 2008 года)
- Выжить любой ценой: Золотые правила Беара — Специальный выпуск / Man vs. Wild: Bear’s Essentials — Special — (17 сентября 2008 года)

### Третий сезон — часть вторая
- Белиз — Белиз / Belize — Belize — (12 января 2009 года)
- Юкон — Канада / Yukon — Canada — (19 января 2009 года)
- Орегон — Каньон ада, Орегон/Айдахо, Соединенные Штаты / Oregon — Hells Canyon, Oregon/Idaho, United States — (26 января 2009)
- Доминиканская Республика — Доминиканская Республика, Гаити / Dominican Republic — Dominican Republic, Hispaniola — (2 февраля 2009)
- Турция — Анатолийское плато, Турция / Turkey — Anatolian Plateau, Turkey — (9 февраля, 2009)
- Румыния — Карпаты, Трансильвания, Румыния / Romania — Carpathian Mountains, Transylvania, Romania — (16 февраля 2009)
- Гид по выживанию от Беара / Bear’s Ultimate Survival Guide Part 1 — (23 февраля 2009)
- Швеция — Специальный выпуск с Виллом Ферреллом / Men vs. Wild: Sweden — Special with Will Ferrell — (2 июня, 2009)

### Четвёртый сезон — часть первая
- Арктический Круг / Arctic Circle — (12 августа, 2009)
- Штат Алабама — США / Alabama — (19 августа, 2009)
- Вьетнам / Vietnam — (26 августа, 2009)
- Пустыня Техас — США / Texas Desert — (2 сентября, 2009)
- Аляска — США / Alaska — (9 сентября, 2009)
- Гид по выживанию Беара. Часть Вторая / Bear’s Ultimate Survival Guide Part 2 — (16 сентября, 2009)
- История закулисья / The Inside Story — (23 сентября, 2009)

### Четвёртый сезон — часть вторая
- Тихоокеанские острова / Pacific island — (6 января 2010 года)
- Китайские джунгли / China — (13 января 2010 года)
- Большая небесная страна — Монтана, Скалистые горы / Big Sky Country — (20 января 2010 года)
- Гватемала / Guatemala — (27 января 2010 года)
- Выживание в городе / Urban Survivor — (3 февраля 2010)
- Съёмка выживания / Shooting Survival — (10 февраля 2010 года)
- Северная Африка / North Africa — (17 февраля 2010 года)
- 25 лучших моментов от Беара / Bear’s Top 25 Man Moments — (19 июня 2010 года)

### Пятый сезон
- Западная часть Тихого океана — Папуа-Новая Гвинея / Western Pacific — (11 августа, 2010 года)
- Северная Австралия — Северная Территория, Австралия / Northern Australia — (18 августа, 2010 года)
- Канадские Скалистые горы — Британская Колумбия / Canadian Rockies — (25 августа, 2010 года)
- Кавказские горы — Грузия — Верхняя Сванетия, Восточная Европа / Caucasus Mountains — (1 сентября 2010 года)
- Фанат против природы — Канадская пустыня / Fan vs. Wild — (8 сентября 2010 года)
- Экстремальная пустыня — Пустыня Мохаве / Extreme Desert — (15 сентября 2010 года)
- Следом за природой / Behind the Wild — (22 сентября 2010 года)

### Шестой сезон
- Аризона — Небесные острова / Arizona — (17 Февраля 2011 года)
- Шотландия — Мыс гнева / Scotland — (24 Февраля 2011 года)
- Норвегия — Грань выживания / Norway — (3 марта 2011 года)
- Борнео — Джунгли / Borneo — (10 марта 2011 года)
- Малайзия — Малайзийский архипелаг / Malaysia — (17 марта 2011 года)
- Глобальное руководство по выживанию / Global Survival Guide (24 марта 2011 года)

### Седьмой сезон
- Исландия — «Выжить любой ценой с Джейком Джилленхолом» (11 июля 2011 года)
- Новая Зеландия — «Южный остров» (18 июля 2011 года)
- Исландия — «Огонь и лед» (25 июля 2011 года)
- Южная Юта — «Страна красных скал» (12 августа 2011 года)
- Новая Зеландия — «Земля Маори» (19 августа 2011 года)
- Съёмочная группа в дикой природе — Working the Wild (23 ноября 2011 года)

## Критика
Телепередача критикуется любителями активного отдыха за инсценировку некоторых историй, в которые попадает Беар. Они утверждают, что Беар вводит зрителей в заблуждение, создавая впечатление, что находится один в дикой природе, хотя это никогда не бывает так. Критики говорят, что Беар редко попадает в опасные ситуации и что ему при необходимости помогает съёмочная группа.
В 2006 году был раскрыт обман зрителей программой: утверждалось, что Гриллс пропал в дикой природе один, и Channel 4 временно остановил трансляцию программы. «Дискавери» и Channel 4 затем показали отредактированные выпуски, удалив элементы, которые были явно инсценированы, с новой озвучкой и предупреждением, что некоторые ситуации представлены Беаром специально для того, чтобы показать, как выжить. «Дискавери» и Channel 4 продолжили вещание программы.
В выпуске о Сьерра-Неваде была показана попытка Гриллса оседлать якобы диких лошадей, которые были подкованы и хорошо вычищены. В выпуске про выживание в Сибири Беару помогли поймать оленя, а во время попыток Беара сесть на поезд было видно, как один локомотив сменился на другой. В другом выпуске Беар находился в лагере со съёмочной группой в коста-риканских джунглях, в то время как зрителям говорилось, что он был один, несмотря на то, что он всегда со съемочной группой, как сам часто напоминает. Было несколько других случаев, например, в программе утверждалось, что Гриллс построил плот за несколько часов без инструментов, хотя плот был частично построен консультантом программы и об этом он сам говорит. Этот выпуск был снят на одном из Гавайских островов. Эти случаи были подтверждены Channel 4, представители которого заявили, что программа — это не документальный фильм, а руководство по выживанию, подразумевая, что инсценированные фрагменты были допустимы в таком контексте.